# Hünfelden
Hünfelden är en kommun i Landkreis Limburg-Weilburg i Regierungsbezirk Gießen i förbundslandet Hessen i Tyskland. Kommunen bildades 1 oktober 1971 genom en sammanslagning av de tidigare kommunerna  Dauborn, Heringen, Kirberg, Mensfelden, Nauheim, Neesbach och Ohren.